# Stephen Kemble
George Stephen Kemble (Kington, 21 aprile 1758 – 5 giugno 1822) è stato un attore teatrale inglese.

## Biografia
Membro di una prestigiosa famiglia di attori teatrali, la famiglia Kemble, era il secondogenito della numerosa prole di Roger Kemble. Era fratello di Charles Kemble, John Philip Kemble e Sarah Siddons. La sua fama fu oscurata dalla bravura della moglie Elizabeth Satchell Kemble, anch'essa attrice. Ad Edimburgo lavorò anche come regista teatrale.
Fu celebre per le sue interpretazioni shakespeariane di Falstaff, Otello, Re Lear ed Amleto.